# De Havilland Canada
De Havilland Aircraft of Canada Limited (DHC) — канадская авиастроительная компания, выпустившая множество моделей самолëтов с момента своего основания, включая популярный Dash 8. Основные производственные мощности компании в течение многих лет располагались в районе Даунсвью в Торонто, провинция Онтарио. В 2022 году было объявлено, что основное производство будет перенесено на разрабатываемое месторождение Де Хэвилленд недалеко от Калгари, провинция Альберта. Типы самолëтов, которые в настоящее время производятся или планируются к производству, включают DHC-6 Twin Otter, DHC-8 Dash 8 и DHC-515 Firefighter.
Компания была создана в 1928 году британской авиастроительной компанией De Havilland Aircraft Company для строительства самолетов Moth, обучения канадских летчиков, а впоследствии, после Второй мировой войны, занималась разработкой и производством собственных летательных аппаратов. В 1980-х годах правительство Канады под руководством премьер-министра Брайана Малруни приватизировало DHC и в 1986 году продало авиастроительную компанию Boeing, которая тогда базировалась в Сиэтле. В конечном итоге в 1992 году DHC была приобретена компанией Bombardier Aerospace из Монреаля после совокупных убытков в размере 636 миллионов долларов США за пять лет владения Boeing.
В 2006 году авиакомпания Viking Air из Виктории, Британская Колумбия, приобрела сертификаты типа для всех оригинальных снятых с производства самолëтов de Havilland (от DHC-1 до DHC-7). В ноябре 2018 года холдинговая компания Viking Air, Longview Aviation Capital, объявила о приобретении программ Dash 8 и Q400, последних разработок DHC, всë ещë принадлежащих Bombardier, вместе с правами на название и торговую марку DHC. Сделка, закрытая 3 июня 2019 года после одобрения регулирующих органов, впервые за десятилетия объединила всю канадскую линейку продукции De Havilland под одним знаменем в рамках новой холдинговой компании под названием De Havilland Aircraft of Canada Limited.
Летом 2021 года DHC остановила производство на своей площадке в Даунсвью и официально закрыла ее летом 2022 года в связи с окончанием срока аренды. В сентябре 2022 года компания DHC объявила о планах строительства нового производственного предприятия De Havilland Field в округе Уитленд, провинция Альберта. Новое предприятие призвано объединить два производственных предприятия и производить самолеты Twin Otter и Dash 8, а также новый пожарный самолëт DHC-515. Производство на новой площадке планируется начать в 2025 году.

## История создания
Основанная в 1928 году как дочерняя компания De Havilland Aircraft (Великобритания), компания De Havilland Canada сначала располагалась на аэродроме Де Лессепс в Торонто, а затем в 1929 году переехала в аэропорт Даунсвью.
Первоначальным Де Хэвилленд Кэнэда располагался в Канадском музее авиации и космонавтики, расположенный на территории нынешнего Парка Даунсвью.